# Лісяк Андрій Костянтинович
Андрій Костянтинович Лісяк (2000—2023) — солдат Збройних Сил України, учасник російсько-української війни.

## Життєпис
З 2018 року — студент Київського національного університету. 
З початком повномасштабної війни пішов разом з батьком в ТрО, пізніше був переведений до 110-ї окремої бригади територіальної оборони.
Загинув 3 лютого 2023 року на Донеччині.

## Нагороди
- Орден «За мужність» III ступеня[1].